# Tabulata
Tabulata vormen een uitgestorven orde van koralen. De soorten uit deze orde hadden zes of een veelvoud van zes tentakels (Hexacorallia). Tabulata waren koloniale bloemdieren, waarin de individuele poliepen omgeven werden door een hard exoskelet van calciet, en onderling verbonden waren door smalle buisvormige verbindingen met poriën. De koralieten (versteende koraalpoliepen) van Tabulata zijn meestal kleiner dan Rugosa, een andere groep fossiele koralen.
Er zijn ongeveer 300 soorten beschreven. Tot de meest bekende tabulaire koralen in het fossielenbestand behoren Aulopora, Favosites, Halysites, Heliolites, Pleurodictyum, Sarcinula en Syringopora. Vanwege hun simpele anatomie is de taxonomie van Tabulata-koralen complex. In veel rifbouwende Tubulata zijn sporen teruggevonden van endobiotische symbionten.
De Tubulata leefden gedurende het Paleozoïcum. Ze verschenen vanaf het midden van het Ordovicium en floreerden tot het eind van het Perm. Samen met de Rugosa en Stromatoporoidea zijn de riffen van de Tabulata een karakteristiek onderdeel van gesteentes uit het Siluur en Devoon. Tegen het eind van het Devoon steeg de zeespiegel, waardoor de Tabulata minder divers werden. De orde stierf uit tijdens de Perm-Trias-massa-extinctie.

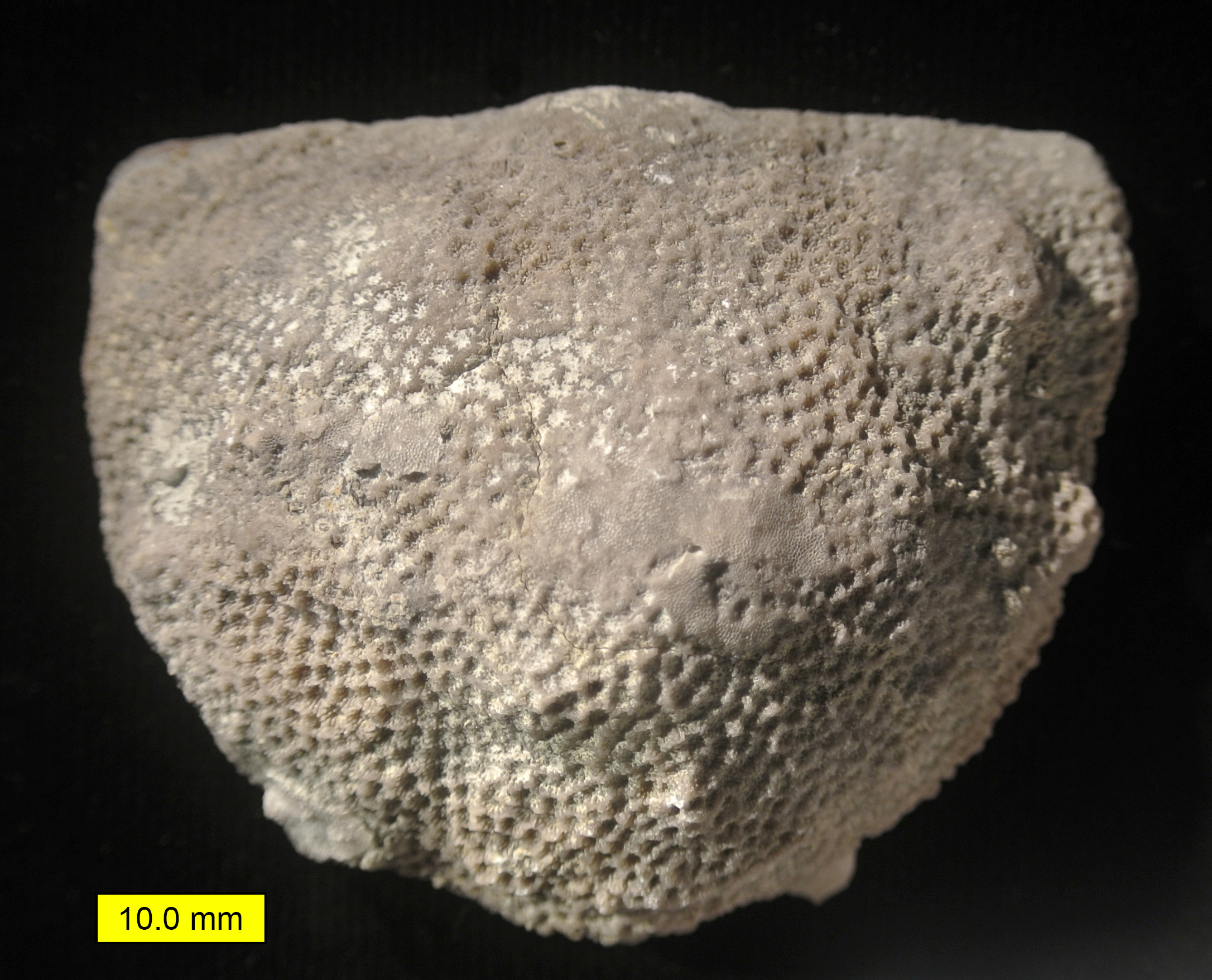
De koraalsoort Protaraea richmondensis uit het late Ordovicium
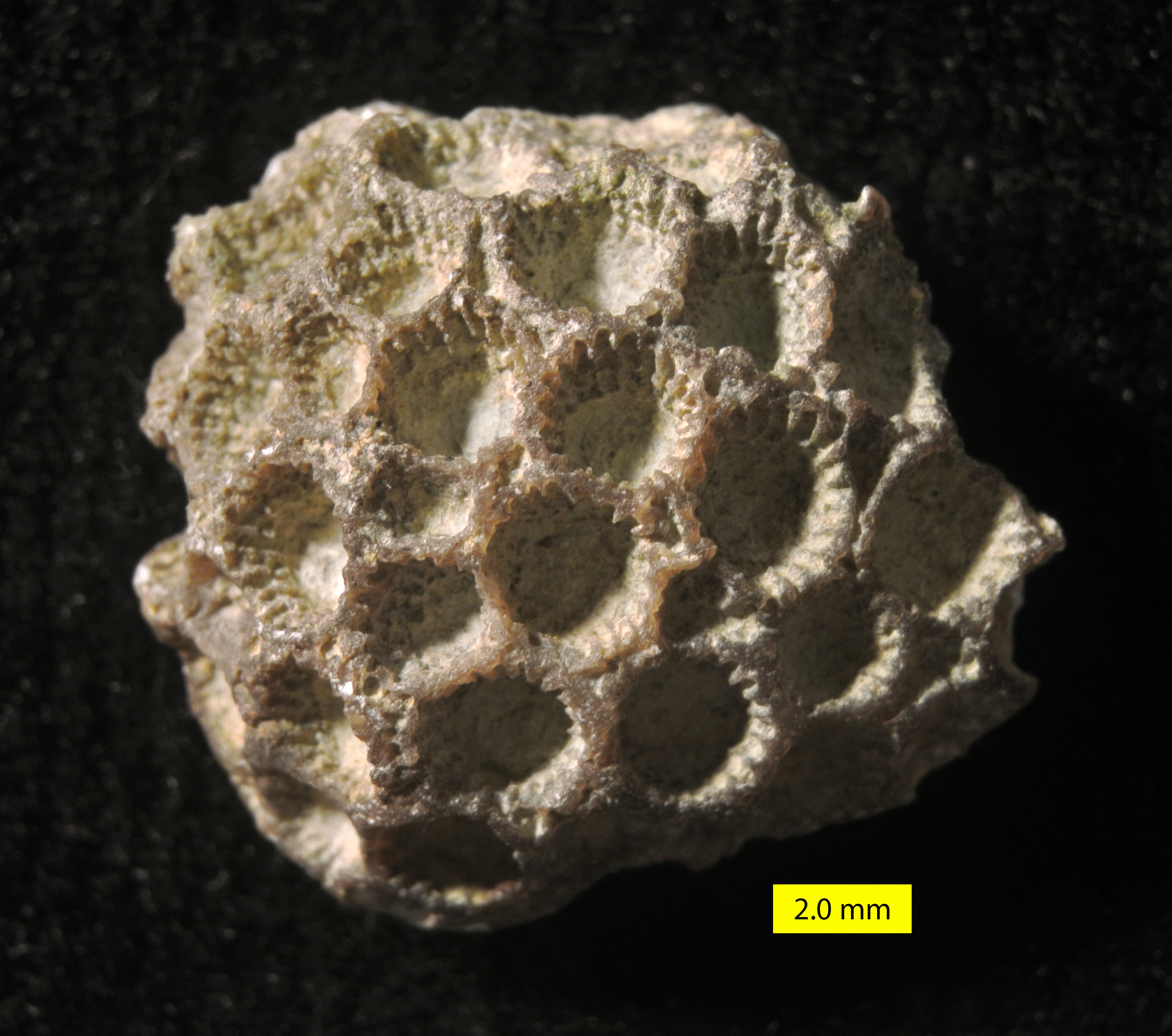
De koraalsoort Calapoecia huronensis uit het late Ordovicium